# 가능초등학교
가능초등학교는 대한민국 경기도 의정부시에 있는 공립 초등학교이다.

## 학교 연혁
- 1961년 9월 20일 양주국민학교 가능분실 설립인가
- 1962년 12월 19일 가능국민학교 인가
- 1963년 4월 11일 가능국민학교 개교
- 1965년 2월 17일 제1회 졸업식 거행(213명)
- 1996년 3월 1일 가능초등학교로 개명
- 2002년 신흥대학장배 전국초등학교 핸드볼대회 우승
- 2004년 3월 1일 도교육청지정 교수·학습도움센터 시범학교 운영
- 2005년 2월 28일 도교육청지정 교수·학습도움센터 시범학교 운영
- 2006년 6월 20일 제35회 전국소년체전 여자핸드볼 우승
- 2006년 태백산기 종합핸드볼대회 준우승
- 2007년 5월 29일 제36회 전국소년체전 여자핸드볼 2연패
- 2008년 6월 3일 제37회 전국소년체전 여자핸드볼 3연패
- 2008년 제2회 삼청해양배 전국대회 우승
- 2008년 제7회 협회장기 핸드볼 대회 겸 경기도1차평가전 우승
- 2008년  제5회 태백산기 종합대회 우승
- 2009년  핸드볼신흥대학교 총장배 전국대회 우승
- 2013년 3월 1일 장갑수 교장 부임
- 2014년 2월 14일 제50회 졸업식 거행
- 2015년 3월 1일 심우인 교장 부임
- 2020년 7월 제 17회핸드볼  태백산기 전국종합대회 3위
- 2021년 6월 제 50회핸드볼 전국소년체전 및 제76회 전국종합선수권대회 우승
- 2021년 7월 제 18회핸드볼 태백산기 전국종합대회 3위
- 2021년 11월 제6회핸드볼 김종하배전국 꿈나무대회 준우승
- 2022년 4월  제 77회 전국 종별선수권대회 준우승
- 2022년 5월  제 51회 전국 소년체전 준우승

## 참고 자료
- 가능초등학교 - 한국교육학술정보원 학교알리미